# Canadian Security Intelligence Service
Canadian Security Intelligence Service (CSIS) eller Service canadien du renseignement de sécurité (SCRS) är Kanadas civila underrättelsetjänst. Dess uppgift är att samla in, analysera, rapportera och sprida information om hot mot Kanada. De genomför också operationer, hemliga eller öppna, i Kanada och utomlands.